# (1222) Tina
(1222) Tina est un astéroïde de la ceinture principale découvert le 11 juin 1932 par l'astronome belge Eugène Joseph Delporte.

## Historique
Le lieu de découverte, par l'astronome belge Eugène Joseph Delporte, est Uccle.
Sa désignation provisoire, lors de sa découverte le 11 juin 1932, était 1932 LA.